# Aswang
L'aswang è un serpente-mannaro delle Filippine che secondo la leggenda si presenta di giorno come una donna molto bella, mentre di notte sarebbe uno spaventoso demone alato con corpo di lupo dalla lingua lunga come il serpente. Vive dunque una vita normale durante le ore solari, mentre di notte stormi di uccelli notturni lo guidano verso le sue prede.
Il suo nutrimento principale, come tutti i vampiri è il sangue, preferendo solitamente quello animale. Il mostro si riconosce per l'aspetto gonfio che assume dopo essersi nutrito, apparendo quasi incinto. Il mito vuole che se l'aswang sfiora l'ombra di qualcuno, questi avrà vita breve.
È insofferente all'aglio e agli amuleti.